# Passiena torbjoerni
Passiena torbjoerni is een spinnensoort in de taxonomische indeling van de wolfspinnen (Lycosidae).
Het dier behoort tot het geslacht Passiena. De wetenschappelijke naam van de soort werd voor het eerst geldig gepubliceerd in 2005 door Pekka T. Lehtinen.